# Alfred Schmidt
Alfred Schmidt (n. 19 mai 1931, Berlin, Republica de la Weimar – d. 28 august 2012, Frankfurt am Main, Germania) a fost un filozof german. A fost membru al Școlii de la Frankfurt alături de Max Horkheimer, Theodor W. Adorno, Herbert Marcuse, Jürgen Habermas și alții.

## Opera
- Der Begriff der Natur in der Lehre von Marx. Europäische Verlagsanstalt, Frankfurt am Main 1962.
- Zur Idee der Kritischen Theorie. Elemente der Philosophie Max Horkheimers. Hanser, München 1974, ISBN 3-446-11863-2.
- Goethes herrlich leuchtende Natur. Philosophische Studie zur deutschen Spätaufklärung. Hanser, München 1984, ISBN 3-446-14141-3.
- Die Wahrheit im Gewande der Lüge. Schopenhauers Religionsphilosophie. Piper, München und Zürich 1986, ISBN 3-492-10639-0.